# Hugo Kehrer
Hugo Ludwig Kehrer (* 27. April 1876 in Gießen; † 3. Januar 1967 in München) war ein deutscher Kunsthistoriker.

## Leben
Hugo Kehrer kam am 27. April 1876 in Gießen als Sohn des Gynäkologen Ferdinand Adolf Kehrer und der Emmy (1849–1924), geborene Frisch, Tochter des Darmstädter Tiermalers Friedrich Frisch, zur Welt. Nach dem Abitur am Gymnasium in Heidelberg schlug Kehrer zuerst die Offizierslaufbahn ein und besuchte die Kriegsschule Danzig. Nach Abschluss war er noch bis 1901 als Offizier in einem Badischen Grenadier-Regiment eingesetzt.
1900 sattelte er um und nahm die Studien der Kunstgeschichte, protestantischen Theologie sowie Philosophie an der Ruprecht-Karls-Universität in Heidelberg bei Henry Thode, Kuno Fischer, Friedrich von Duhn, Karl Neumann, Adalbert Merx und Ernst Troeltsch auf, ehe er 1903 promovierte. 1904 legte Kehrer in Karlsruhe das 1. Theologische Examen ab, anschließend setzte er im gleichen Jahr seine Studien in Marburg bei Hermann Cohen und Paul Natorp und zuletzt von 1905 bis 1908 in Straßburg bei Georg Dehio, Adolf Michaelis und Johannes Ficker fort.
Nach neuerlichen Studien in Berlin habilitierte er sich 1909 mit der Empfehlung Heinrich Wölfflins in München mit der auch heute noch grundlegenden Arbeit über „Die Heiligen Drei Könige in Literatur und Kunst“ (2 Bände, 1908). Im Anschluss hielt er sich bis 1910 als Reisestipendiat des Deutschen Archäologischen Instituts in Rom auf.
In das Jahr 1909 fiel Kehrers erste von insgesamt dreizehn Spanienreisen und damit die für seine wissenschaftliche Lebensarbeit entscheidende Begegnung mit der spanischen Kunst. Von 1911 bis 1912/13 unterrichtete er Kunstgeschichte an der Damenakademie des Münchner Künstlerinnenvereins. Schließlich lehrte er von 1915 bis 1945 als außerordentlicher Professor für Mittlere und Neuere Kunstgeschichte an der Universität München. 
Kehrer trat zum 1. Mai 1933 der NSDAP bei (Mitgliedsnummer 1.929.687). Seine 1938 geschriebene Studie Greco als Gestalt des Manierismus widmete er „dem ruhmreichen Befreier Spaniens“, Generalísimo Francisco Franco.
Hugo Kehrer, Vater einer Tochter und eines Sohnes, heiratete im Jahr 1919 in München Katharina Knauer (1885–1966), die Tochter des Ernst Wilhelm Christian Knauer. Er verstarb am 3. Januar 1967 im 91. Lebensjahr in München.

## Wirken
Hugo Kehrer gehört zu den Entdeckern El Grecos (1912 Spezialkolleg) und mit August Liebmann Mayer zu den bedeutenden Interpreten der spanischen Malerei, als deren Kenner er internationales Ansehen genoss. Seine Schriften zeichnen sich aus durch Anschaulichkeit, die auf der intuitiven Erfassung des Phänomens und geschickter Verbalisierung basiert, ebenso aber durch klare Konzeption und historiographische Prägnanz.

## Veröffentlichungen (Auswahl)
- Die gotischen Wandmalereien in der Kaiser-Pfalz zu Forchheim. Ein Beitrag zur Ursprungsfrage der fränkischen Malerei (= Abhandlungen der Bayerischen Akademie der Wissenschaften. Philosophisch-Philologische und Historische Klasse. 26, 3, ZDB-ID 209997-4). Verlag der Königlich Bayerischen Akademie der Wissenschaften, München 1912.
- Die Kunst des Greco. Schmidt, München 1914, (3., vermehrte Auflage. ebenda 1920).
- Alt-Antwerpen. Eine kunsthistorische Studie. Schmidt, München 1917.
- Francisco de Zurbarán. Schmidt, München 1918.
- Peter Paul Rubens. Mit 80 Abbildungen, Briefen des Künstlers und seiner Schrift „Über die Nachahmung antiker Statuen“. Schmidt, München 1919.
- Velázques. Schmidt, München 1919.
- Neues über Francisco de Zurbarán. In: Zeitschrift für bildende Kunst. Bd. 55, Nr. 11, 1919/1920, S. 248–251.
- als Herausgeber: Francisco de Goya: Los Desastres de la Guerra. 82 Faksimile-Wiedergaben in Kupfertiefdruck nach den Vorzugsdrucken des Kupferstichkabinetts in Berlin. Schmidt, München 1921, (Faksimile-Ausgabe in 500 nummerierten Exemplaren).
- als Herausgeber: Francisco de Goya: Tauromachia. 43 Faksimile-Wiedergaben in Kupfertiefdruck. Schmidt, München 1923, (Faksimile-Ausgabe in 500 nummerierten Exemplaren).
- Über Artus Quellin den Jüngeren. In: Paul Clemen (Hrsg.): Belgische Kunstdenkmäler. Band 2: Vom Anfang des sechzehnten bis zum Ende des achtzehnten Jahrhunderts. Bruckmann, München 1923, S. 259–280.
- Spanischer Barock. In: Festschrift Heinrich Wölfflin. Beiträge zur Kunst- und Geistesgeschichte. Zum 21. Juni 1924 überreicht von Freunden und Schülern. Schmidt, München 1924, S. 233–243.
- Spanische Kunst von Greco bis Goya. Schmidt, München 1926.
- Koepfe des Velázquez. In: Estudios eruditos in memoriam de Adolfo Bonilla y San Martín. (1875–1926). Band 2. Ratés, Madrid 1930, S. 369–374.
- Dürers Selbstbildnisse und die Dürer-Bildnisse. Mann, Berlin 1934.
- Franz von Lenbach. 100 Jahre Wesen und Welt. Neuer Filser-Verlag, München 1937.
- Greco als Gestalt des Manierismus. Neuer Filser-Verlag, München 1939.
- Der Prado in Madrid. In: Atlantis. Jg. 11, Heft 9, 1939, ZDB-ID 211777-0, S. 497–504.
- Ein neuer Greco. In: Pantheon. Jg. 13, Bd. 26, Nr. 11, 1940, ISSN 0031-0999, S. 250–252.
- Deutschland in Spanien. Beziehung, Einfluß und Abhängigkeit. Callwey, München 1953, (Auch in spanischer Übersetzung).
- Grecos La Veronica con la Santa Faz, eine Neuerwerbung der Bayerischen Staatsgemäldesammlungen. In: Die Kunst und das schöne Heim. Bd. 52, Nr. 7, 1954, S. 241–243.
- Einführung in: El Greco. Dominikos Theotokópulos. (1541–1614) (= Welt in Farben.). Desch, München u. a. 1953.
- Einführung in: Diego Velazquez. (1599–1660) (= Welt in Farben.). Desch, München u. a. 1954.
- Greco in Toledo. Höhe und Vollendung 1577–1614. Kohlhammer, Stuttgart 1960.
- Die Meninas des Velázquez. Bruckmann, München 1966.
- Esencia y sentido del arte de Velázquez. In: Varia Velázqueña. Homenaje a Velazquez en el III centenario de su muerte. 1660–1960. Band 1: Estudios sobre Velazquez y su obra. Ministerio de Educacion Nacional – Direccion General de Bellas Artes, Madrid 1960, S. 34–37.